# Завдання розпізнавання образів
Задача розпізнавання образів — це задача віднесення вихідних даних до певного класу за допомогою виділення істотних ознак, що характеризують ці дані, із загальної маси несуттєвих даних.
Розпізнавання образів є однією з найфундаментальніших проблем теорії інтелектуальних систем. З іншого боку, задача розпізнавання образів має величезне практичне значення.
Замість терміну "розпізнавання" часто використовується інший термін — "класифікація". Ці два терміни у багатьох випадках розглядаються як синоніми, але не є повністю взаємозамінюваними. Кожний з цих термінів має свої сфери застосування, і інтерпретація обох термінів часто залежить від специфіки конкретної задачі

## Типові постановки задач класифікації
1. Задача ідентифікації, яка полягає у тому, щоб вирізнити певний конкретний об'єкт серед йому подібних (наприклад, впізнати серед інших людей свою дружину).
2. Віднесення об'єкта до того чи іншого класу. Це може бути, наприклад, задача розпізнавання літер або прийняття рішення про наявність дефекту у деякій технічній деталі. Віднесення об'єкта до певного класу відображає найтиповішу проблему класифікації, і, коли говорять про розпізнавання образів, найчастіше мають на увазі саме цю проблему. Саме вона розглядається тут у першу чергу.
3. Кластерний аналіз, який полягає в розділенні заданого набору об'єктів на класи — групи об'єктів, схожі між собою за тим чи іншим критерієм. Цю задачу часто називають класифікацією без учителя, оскільки, на відміну від задачі 2, класи апріорно не задані.

Проблеми розпізнавання легко вирішуються людьми, причому, робиться це, як правило, підсвідомо. Однак, спроби побудувати штучні системи розпізнавання не настільки переконливі. Основна проблема полягає у тому, що у більшості випадків неможливо адекватно визначити ознаки, на основі яких слід здійснювати розпізнавання. Для задач, для яких такі ознаки вдається виділити, штучні системи розпізнавання набули значного поширення і широко використовуються.

## Формальна постановка задачі
Розпізнавання образів — це віднесення вихідних даних до певного класу за допомогою виділення істотних ознак, що характеризують ці дані, із загальної маси несуттєвих даних.
При постановці задач розпізнавання намагаються користуватися математичною мовою, стараючись, на відміну від теорії штучних нейронних мереж, де основою є одержання результату шляхом експерименту, замінити експеримент логічними міркуваннями й математичними доказами .
Найчастіше в задачах розпізнавання образів розглядаються монохромні зображення, що дає можливість розглядати зображення як функцію на площині. Якщо розглянути множину точок на площині {\displaystyle T}, де функція {\displaystyle x(x,y)} виражає в кожній точці зображення його характеристику — яскравість, прозорість, оптичну щільність, то така функція є формальним записом зображення.
Множина усіх можливих функцій {\displaystyle x(x,y)} на площині {\displaystyle T} — є моделлю множини всіх зображень {\displaystyle X}. Уводячи поняття подібності між образами можна поставити задачі розпізнавання. Конкретний вид такої постановки залежить від наступних етапів при розпізнаванні відповідно до того або іншого підходу.

## Практичне використання
Методи розпізнавання образів та технічні системи, що реалізують ці методи, широко використовуються на практиці. Наведемо деякі з них.

### Технічна діагностика
На виробництві часто виникає проблема автоматизувати контроль якості деталей. Задача полягає у тому, щоб виявити, чи є деталь дефектною. Якщо ж з'ясовується, що деталь має дефект, потрібно додатково визначити тип цього дефекту.

### Медична діагностика
Системи розпізнавання мають широке розповсюдження в медичній практиці. Найтиповіша ситуація полягає в тому, що ті чи інші захворювання діагностуються на основі аналізу кардіограм, рентгенівських знімків і т.п.

### Розпізнавання літер
Окрім усього іншого, ця проблема має велике значення для власне комп'ютерних технологій. Системи розпізнавання літер працюють разом зі сканерами — пристроями, які використовуються для введення до комп'ютера друкованих зображень і текстів. При введенні друкованого тексту сканер формує лише графічне зображення; для того, щоб створити текстовий документ, з яким може працювати текстовий редактор, необхідно впізнати на цьому зображенні окремі літери (т. зв. технологія OCR).
Аналогічним чином, розпізнавання літер є необхідним для підтримки пристроїв рукописного введення. Цими пристроями, зовні схожими на звичайну авторучку, часто комплектуються надпортативні комп'ютери (персональні помічники). Основна мета цих пристроїв — замінити введення з клавіатури, що є незручним для багатьох користувачів.

### Розпізнавання мови
Сьогодні інтенсивно розвиваються технології, пов'язані, по-перше, з голосовим керуванням комп'ютером, а по-друге — з введенням текстів з голосу.
Робототехніка. Застосування методів розпізнавання в робототехніці є абсолютно природним і необхідним, оскільки роботи повинні безпосередньо сприймати зовнішній світ, і, відповідно, мати пристрої машинного зору.

### Охоронні системи
Застосування методів розпізнавання в охоронних системах пов'язано в першу чергу з проблемою ідентифікації. Наприклад, потрібно ідентифікувати деяку особу, щоб визначити, чи має вона право входити на територію, що охороняється.
Розвиваються також системи, які вирішують проблему ідентифікації відбитків пальців і т.п.